# Zittend naakt (1916)
Zittend naakt (Frans: Nu assis, Italiaans: Nudo seduto) is een schilderij van de Italiaanse kunstschilder Amedeo Modigliani, geschilderd in 1916 en 1917, olieverf op doek, 92,4 x 59,8 centimeter. Het schilderij bevindt zich in de collectie van het Courtauld Institute of Art te Londen.

## Context
Modigliani was beeldhouwer zowel als kunstschilder. Nadat hij in 1906 vanuit Italië naar Parijs verhuisde, ontwikkelde hij al snel een geheel eigen, direct herkenbare sobere stijl. Daarbij werd hij diepgaand beïnvloed door het werk van Paul Cézanne, het kubisme van Pablo Picasso en de inheemse Afrikaanse beeldhouwwerken, zoals die in die periode in ruime getale verschenen op de Parijse markt. Ook in zijn schilderwerken zou Modigliani de sterk gestileerde beeldhouwkundige stijlkenmerken voortdurend laten terugkeren, terug te voeren op de eenvoud van het primitivisme. Daarbij verheerlijkte hij altijd de feminiene sensualiteit. Meestal portretteerde hij vrouwen. Veelvuldig schilderde hij naakten.

## Afbeelding
Modigliani's schilderij Zittend naakt toont een vrouwelijk naakt leunend tegen een stoel in een eenvoudig alledaags interieur. De achtergrond biedt geen enkele afleiding, waardoor de kijker in staat is de schoonheid van het model ten volle te bewonderen. Het simpele mooi-zijn van de jonge vrouw staat volledig centraal.
De nederige en serene gelaatsuitdrukking van het meisje lijkt op het eerste oog een vervreemdend effect te hebben, maar geeft het werk tegelijkertijd een sensuele erotische lading en een bijzondere iindividuele diepgang. Door de benen onderaan af te kappen wordt de aandacht extra gericht op de torso en het gedetailleerd weergegeven schaamhaar. De subtiele bleke huidskleur suggereert jeugd en maagdelijkheid, als bij een klassieke renaissance-madonna, zij het zonder kleren. De lange hoekige lijnen, de verlengde vormen en de bijna gebeeldhouwde kwaliteit van het ovale gezicht van zijn model zijn kenmerkend, zoals voor bijna al Modigliani's portretten. Ogen, mond en neus staan niet precies op de juiste plek, maar vormen toch een sluitend en geloofwaardig geheel.

## Model
Hoewel sommige bronnen aangeven dat Modigliani's toenmalige geliefde Beatrice Hastings mogelijk model voor Zittend naakt heeft gestaan, lijkt dat onwaarschijnlijk. Modigliani maakte in de periode 1916-1919 zesentwintig naakten, waarvoor zijn patroon, de kunsthandelaar Leopold Zborowski, meestal professionele modellen regelde. De meeste van deze werken werden ook geschilderd in het appartement van Zborowski. Het lijkt waarschijnlijk dat dit ook het geval is geweest met Zittend naakt, mede gezien de beperkte gelijkenis met Hastings en de observatie dat Modigliani het model ook in twee latere werken nog gebruikt lijkt te hebben, toen zijn relatie met Hastings al voorbij was.

## Expositie
Modigliani exposeerde Zittend naakt in 1917 in de galerie van Berthe Weill te Parijs, tijdens een eveneens door Zborowski georganiseerde solo-expositie (zijn enige ooit), samen met een reeks andere van zijn naakten. Tijdens de opening van de tentoonstelling werd deze op last van de politie echter direct weer gesloten omdat zijn schilderijen obsceen en pornografisch zouden zijn. Toen Weill aan de commissaris van politie vroeg wat er dan zo erg was aan deze naakten, wees deze op de zichtbaarheid van het schaamhaar. 'Vunzigheid', noemde hij het. Nadat de werken uit de etalage waren verwijderd ging de tentoonstelling achter gesloten deuren evenwel alsnog gewoon door.